# Galaxy Airlines (États-Unis)
Pour les articles homonymes, voir Galaxy Airlines.
Galaxy Airlines était une compagnie aérienne américaine basée à Fort Lauderdale, Floride. Au moins 30 employés travaillaient pour Galaxy Airlines. La compagnie a été en service de 1978 à 1987.

## Flotte
- Convair 990
- Lockheed L-188 Electra

## Accidents et incidents
En janvier 1985, le vol Galaxy Airlines 203, un Lockheed L-188 Electra, s’est écrasé peu après son décollage à Reno, Nevada, faisant 70 morts et un seul survivant. La compagnie a été temporairement suspendue et ses appareils ont été inspectés. Huit jours plus tard, un autre Electra de Galaxy Airlines, pourtant inspecté par la FAA, a effectué un atterrissage d’urgence lors d’un vol cargo à la suite d’une défaillance du train d’atterrissage ; aucun blessé n’a été signalé.